# Westfalenpokal 2014/15
Der Westfalenpokal 2014/15 war die 34. Austragung des Verbandspokalwettbewerbs der Männer. Das Finale fand am 14. Mai 2015 im Verl statt. Zum ersten Mal sicherten sich die Sportfreunde Lotte den Gewinn des Westfalenpokals. Somit qualifizierte sich der Verein für den DFB-Pokal 2015/16.

## 1. Hauptrunde
| Datum                 |                         | Ergebnis                    |                          |
| --------------------- | ----------------------- | --------------------------- | ------------------------ |
| 09.08.2014, 14:00 Uhr | SV Hilbeck              | 0:5 (0:3)                   | ASC 09 Dortmund          |
| 09.08.2014, 15:30 Uhr | FC Viktoria Heiden      | 1:4 (0:1)                   | SC Hassel                |
| 09.08.2014, 16:00 Uhr | SV Dorlar-Sellinghausen | 2:6 n. V. (2:2, 1:1)        | FC Gütersloh 2000        |
| 09.08.2014, 16:00 Uhr | SC Lippetal             | 2:7 (2:3)                   | SuS Langscheid/Enkhausen |
| 10.08.2014, 15:00 Uhr | Post SV Detmold         | 2:2 n. V. (0:0) (3:4 i. E.) | VfL Theesen              |
| 10.08.2014, 15:00 Uhr | SV Höxter               | 0:1 (0:0)                   | SC Roland Beckum         |
| 10.08.2014, 15:00 Uhr | SuS Bad Westernkotten   | 2:4 (1:3)                   | TuS Erndtebrück          |
| 10.08.2014, 15:00 Uhr | FC Lennestadt           | 0:1 n. V.                   | 1. FC Kaan-Marienborn    |
| 10.08.2014, 15:00 Uhr | BV Stift Quernheim      | 3:4 (2:2)                   | SV 04 Attendorn          |
| 10.08.2014, 15:00 Uhr | TuS Plettenberg         | 4:3 (2:2)                   | VfL Bad Berleburg        |
| 10.08.2014, 15:00 Uhr | SpVg Olpe               | 2:0 (0:0)                   | TuS Tengern              |
| 10.08.2014, 15:00 Uhr | TSV Kirchheide          | 1:4 (1:1)                   | Westfalia Vorhelm        |
| 10.08.2014, 15:00 Uhr | BV Bad Lippspringe      | 1:4 (1:2)                   | SC Herford               |
| 10.08.2014, 15:00 Uhr | Rot-Weiß Kirchlengern   | 3:2 n. V. (2:2, 1:1)        | Rot-Weiß Maaslingen      |
| 10.08.2014, 15:00 Uhr | BSV Schüren             | 4:1 (1:1)                   | SV Burgsteinfurt         |
| 10.08.2014, 15:00 Uhr | TSG Sprockhövel         | 3:0 (1:0)                   | FC Eintracht Rheine      |
| 10.08.2014, 15:00 Uhr | VfB Günnigfeld          | 0:2 (0:0)                   | SpVgg Erkenschwick       |
| 10.08.2014, 15:00 Uhr | SV Vestia Disteln       | 0:2 (0:0)                   | Conc. Wiemelhausen       |
| 10.08.2014, 15:00 Uhr | BV Brambauer-Lünen      | 0:3 (0:3)                   | Westfalia Rhynern        |
| 10.08.2014, 15:00 Uhr | SV Horst-Emscher 08     | 0:1 n. V.                   | SpVgg Vreden             |
| 10.08.2014, 15:00 Uhr | SV Gescher              | 0:2 (0:1)                   | SuS Stadtlohn            |
| 10.08.2014, 15:00 Uhr | SC Husen Kurl           | 2:4 (1:2)                   | Hammer SpVg              |
| 10.08.2014, 15:00 Uhr | FC Brünninghausen       | 2:0 (1:0)                   | TuS Hiltrup              |
| 10.08.2014, 15:00 Uhr | CSV SF Bochum-Linden    | 4:4 n. V. (3:3) (4:3 i. E.) | SuS Neuenkirchen         |
| 10.08.2014, 17:00 Uhr | SV Teuto Riesenbeck     | 0:3 (0:0)                   | SV Herbern               |
| 12.08.2014, 19:00 Uhr | TSG Harsewinkel         | 0:3 (0:2)                   | Sportfreunde Lotte       |
| 19.08.2014, 19:00 Uhr | BSV Menden              | 0:2 (0:0)                   | SC Wiedenbrück 2000      |
| 19.08.2014, 19:30 Uhr | Suryoye Paderborn       | 1:3 (0:2)                   | SC Verl                  |
| 19.08.2014, 19:30 Uhr | SV Lippstadt 08         | 0:0 n. V. (4:3 i. E.)       | Sportfreunde Siegen      |
| 27.08.2014, 19:00 Uhr | FC Frohlinde            | 1:6 (0:1)                   | SG Wattenscheid 09       |
| 02.09.2014, 19:00 Uhr | SC Obersprockhövel      | 1:3 (0:1)                   | Preußen Münster          |
| 10.09.2014, 19:30 Uhr | Arminia Bielefeld       | 1:0 (0:0)                   | SV Rödinghausen          |

## 2. Hauptrunde
| Datum                 |                          | Ergebnis                         |                     |
| --------------------- | ------------------------ | -------------------------------- | ------------------- |
| 10.09.2014, 18:00 Uhr | SV 04 Attendorn          | 0:6 (0:2)                        | SC Verl             |
| 10.09.2014, 19:00 Uhr | SC Hassel                | 0:0 n. V. (4:3 i. E.)            | SpVgg Erkenschwick  |
| 10.09.2014, 19:30 Uhr | SV Herbern               | 1:4 (1:3)                        | SuS Stadtlohn       |
| 16.09.2014, 19:00 Uhr | Conc. Wiemelhausen       | 3:2 (1:1)                        | SG Wattenscheid 09  |
| 17.09.2014, 18:00 Uhr | 1. FC Kaan-Marienborn    | 2:1 (1:1)                        | TuS Erndtebrück     |
| 17.09.2014, 18:00 Uhr | VfL Theesen              | 2:2 n. V. (1:1. 1:0) (6:7 i. E.) | SC Herford          |
| 17.09.2014, 18:00 Uhr | FC Brünninghausen        | 2:2 n. V. (1:1. 0:0) (3:4 i. E.) | SpVgg Vreden        |
| 17.09.2014, 18:45 Uhr | BSV Schüren              | 2:1 (2:1)                        | ASC 09 Dortmund     |
| 17.09.2014, 19:30 Uhr | TuS Plettenberg          | 1:6 (0:1)                        | SV Lippstadt 08     |
| 17.09.2014, 19:30 Uhr | FC Gütersloh 2000        | 0:3 (0:0)                        | SC Roland Beckum    |
| 09.10.2014, 19:30 Uhr | Rot-Weiß Kirchlengern    | 0:3 (0:3)                        | SpVg Olpe           |
| 12.10.2014, 19:30 Uhr | CSV SF Bochum-Linden     | 1:0 (0:0)                        | TSG Sprockhövel     |
| 17.09.2014, 19:00 Uhr | Westfalia Vorhelm        | 0:8 (0:3)                        | Arminia Bielefeld   |
| 15.10.2014, 15:00 Uhr | Westfalia Rhynern        | 1:4 (1:1)                        | Sportfreunde Lotte  |
| 15.11.2014, 19:00 Uhr | SuS Langscheid/Enkhausen | 1:3 (1:0)                        | SC Wiedenbrück 2000 |
| 15.11.2014, 14:00 Uhr | Hammer SpVg              | 0:3 (0:0)                        | Preußen Münster     |

## Achtelfinale
| Datum                 |                       | Ergebnis  |                    |
| --------------------- | --------------------- | --------- | ------------------ |
| 13.11.2014, 19:30 Uhr | Arminia Bielefeld     | 5:0 (1:0) | SC Roland Beckum   |
| 22.11.2014, 14:00 Uhr | SpVgg Vreden          | 0:4 (0:2) | Sportfreunde Lotte |
| 22.11.2014, 14:00 Uhr | BSV Schüren           | 1:0 (0:0) | SuS Stadtlohn      |
| 22.11.2014, 14:00 Uhr | Conc. Wiemelhausen    | 3:1 (2:1) | SC Wiedenbrück     |
| 22.11.2014, 14:00 Uhr | SpVg Olpe             | 3:1 (2:1) | SC Hassel          |
| 22.11.2014, 14:00 Uhr | 1. FC Kaan-Marienborn | 1:0 (0:0) | SC Herford         |
| 22.11.2014, 14:00 Uhr | SV Lippstadt 08       | 1:2 (1:1) | SC Verl            |
| 17.02.2015, 19:30 Uhr | CSV SF Bochum-Linden  | 1:3 (1:1) | Preußen Münster    |

## Viertelfinale
| Datum                 |                       | Ergebnis   |                    |
| --------------------- | --------------------- | ---------- | ------------------ |
| 25.02.2015, 19:30 Uhr | SC Verl               | 10:0 (4:0) | SpVg Olpe          |
| 10.03.2015, 19:00 Uhr | SC Preußen Münster    | 4:1 (0:1)  | BSV Schüren        |
| 18.03.2015, 18:30 Uhr | 1. FC Kaan-Marienborn | 0:2 n. V.  | Arminia Bielefeld  |
| 18.03.2015, 19:00 Uhr | Sportfreunde Lotte    | 3:0 (2:0)  | Conc. Wiemelhausen |

## Halbfinale
| Datum                 |                 | Ergebnis  |                    |
| --------------------- | --------------- | --------- | ------------------ |
| 29.04.2015, 19:00 Uhr | Preußen Münster | 0:1 (0:0) | Sportfreunde Lotte |
| 05.05.2015, 18:00 Uhr | SC Verl         | 2:1 (1:1) | Arminia Bielefeld  |

## Finale
| SC Verl                                             | SC Verl | Sportfreunde Lotte | Sportfreunde Lotte |
| --------------------------------------------------- | --- | --- | ------------------ |
| SC Verl                                             | \| 14. Mai 2015 um 14:00 Uhr in Verl (Sportclub Arena) \| \| Ergebnis: 0:0 n. V., 3:4 i. E. \| \| Zuschauer: 1652 \| \| Schiedsrichter: Thomas Altgeld (Witten) \| | \| 14. Mai 2015 um 14:00 Uhr in Verl (Sportclub Arena) \| \| Ergebnis: 0:0 n. V., 3:4 i. E. \| \| Zuschauer: 1652 \| \| Schiedsrichter: Thomas Altgeld (Witten) \| | Sportfreunde Lotte |
| SC Verl                                             | Sebastian Lange – Marco Kaminski, Julian Schmidt , Julian Stöckner, Fabian Großeschallau – Simon Engelmann, Jannik Schröder (57. Friedrich Bömer-Schulte), Daniel Mikic (119. Robert Mainka), Manuel Rasp (68. Nico Hecker) – Hamadi Al Ghaddioui, Matthias Haeder Cheftrainer: Andreas Golombek | Benedikt Fernandez – Marco Hansmann, Jeron Al-Hazaimeh, Gerrit Nauber, Alexander Langlitz – Tim Gorschlüter, Tim Wendel-Eichholz, Kevin Rodrigues Pires – Jesse Weißenfels, Bernd Rosinger (61. Benedikt Koep), Nico Granatowski (70. Deniz Cicek) Cheftrainer: Ismail Atalan | Sportfreunde Lotte |
| SC Verl                                             | Elfmeterschießen | | Sportfreunde Lotte |
| SC Verl                                             | 1:0 Al Ghaddioui Mainka verschossen Fernandez hält gegen Großeschallau 2:2 Haeder 3:3 Kaminski | 1:1 Rodrigues Pires 1:2 Nauber Langlitz 2:3 Al-Hazaimeh 3:4 Weißenfels | Sportfreunde Lotte |
| SC Verl                                             | Bömer-Schulte, Haeder, Mikic, Stöckner | Al-Hazaimeh, Gorschlüter, Granatowski, Rodrigues Pires | Sportfreunde Lotte |
| 14. Mai 2015 um 14:00 Uhr in Verl (Sportclub Arena) | | |                    |
| Ergebnis: 0:0 n. V., 3:4 i. E.                      | | |                    |
| Zuschauer: 1652                                     | | |                    |
| Schiedsrichter: Thomas Altgeld (Witten)             | | |                    |